# Trentepohlia (Mongoma) amphileuca
Trentepohlia (Mongoma) amphileuca is een tweevleugelige uit de familie steltmuggen (Limoniidae). De soort komt voor in het Oriëntaals gebied.